# Davit Anhaght
Davit Anhaght (en arménien Դավիթ Անհաղթ, « David l'Invincible »), Davit Nerginatsi, David de Nerken ou David Armenios est un philosophe arménien des Ve et VIe siècles. Néoplatonicien, Davit influence des générations entières de philosophes arméniens jusqu'au XVIIIe siècle.
Il est canonisé par l'Église arménienne qui le compte au nombre de ses saints.

## Biographie
Bien que la tradition arménienne fasse de lui un disciple de Mesrop Machtots et du Catholicos Sahak Ier (ainsi qu'un compagnon de Moïse de Khorène), les historiens s'accordent pour dire que Davit serait né après la mort de ces savants dans les années 470, dans le village de Nergin, dans le Taron. Envoyé à l'école néoplatonicienne d'Alexandrie, il y reçoit l'enseignement du philosophe néoplatonicien Olympiodore le Jeune (scolarque, c'est-à-dire recteur en 541), puis y enseigne à son tour et y effectue des recherches ; il passe ensuite plusieurs années à Athènes et à Constantinople, où la renommée que lui acquièrent ses talents d'orateur lui vaut son surnom d'« Invincible », avant de retourner en Grande-Arménie à un âge avancé. Son enseignement y rencontre l'opposition d'une partie du clergé, et Davit se réfugie au monastère de Haghpat, où il meurt dans les années 550 ou 560 ; il est ultérieurement canonisé par l'Église arménienne.

## Œuvres
Davit est l'auteur de nombreux ouvrages et de plusieurs traductions depuis le grec (Platon, Aristote, etc.). Ses quatre œuvres majeures sont :
- Prolégomènes à la Philosophie, dans lequel il discute six définitions de la philosophie pour conclure qu'elle est « la science qui permet à l'homme de comprendre les lois de la nature » ;
- Commentaire de l’Isagogè de Porphyre ;
- Commentaire sur les Analytiques d'Aristote ;
- Commentaire sur les Catégories d'Aristote.

Il laisse aussi des écrits dans lesquels il traite de la musique d'un point de vue philosophique.
Ces œuvres sont traduites en arménien dès le VIIe siècle et deviennent des classiques dans ce pays. L'historien du XIe siècle, Stépanos Taronetsi semble prétendre à tort, qu'il est un disciple de l'érudit Moïse de Khorène. Il paraît aussi confondu avec d'autres érudits arméniens des VIe siècle et VIIe siècle prénommés aussi David.
Davit a influencé les philosophes arméniens postérieurs jusqu'au XVIIIe siècle, et a été une des bases du cursus universitaire antique.

## Édition des textes
- David l'Invincible, Prolegomena et in Porphyrii Isagogen commentarium, édition A. Busse, Berlin, 1904 (CAG).
- V. Calzolari, J. Barnes (eds.), L'œuvre de David l'Invincible et la transmission de la pensée grecque dans la tradition arménienne et syriaque (Commentaria in Aristotelem Armeniaca. Davidis Opera 1), Leyde - Boston: Brill, 2009 (Philosophia Antiqua 116).
- A. Topchyan (ed.), David the Invincible, Commentary on Aristotle's Prior Analytics. Old Armenian Text with an English Translation, Introduction and Notes (CAA. Davidis Opera 2), Leyde - Boston: Brill, 2010  (Philosophia Antiqua 122).
- G. Muradyan (ed.), David the Invincible Commentary on Porphyry’s Isagoge. Old Armenian Text with an English Translation, Introduction and Notes (CAA. Davidis Opera 3), Leyde - Boston: Brill, 2014 (Philosophia Antiqua 137).